# Oinoússa
Oinoússa (Oinoussa) är en ort i Grekland.   Den ligger i prefekturen Nomós Serrón och regionen Mellersta Makedonien, i den nordöstra delen av landet, 300 km norr om huvudstaden Aten. Oinoússa ligger 144 meter över havet och antalet invånare är 517.
Terrängen runt Oinoússa är varierad. Runt Oinoússa är det ganska glesbefolkat, med 48 invånare per kvadratkilometer. Närmaste större samhälle är Serrai, 6,8 km väster om Oinoússa. Trakten runt Oinoússa består till största delen av jordbruksmark.